# Équipe d'Estonie de rugby à XV
L'équipe d'Estonie de rugby à XV rassemble les meilleurs joueurs de rugby à XV d'Estonie. Elle est membre de Rugby Europe mais pas encore affilée à World Rugby.

## Histoire
L'équipe nationale d'Estonie a disputé son premier match international le 22 mai 2010 contre son voisin finlandais. La fédération estonienne de rugby (Eesti Ragbi Liit) a été créée en 2007 et reconnue en 2009. Le rugby n'étant qu'un sport très mineur dans le pays, la fédération ne fonctionne qu'avec un budget limité.
En 2012, le pays annonce sa participation à la Coupe d'Europe des Nations 2012-2013 mais elle se retire quelque temps après.
L'Estonie intègre le Championnat d'Europe en 2017, au sein de la Conférence 2. Pour sa toute première participation, l'équipe enregistre 4 défaites en 4 matches et est reléguée en division inférieure.

## Palmarès
- 22-05-2010 Estonie - Finlande 15-22 (Tallinn)
- 02-10-2010 Finlande - Estonie  55-5 (Helsinki)
- 2016 : victoire du tournoi de développement

### Historique en championnat d'Europe
| Année | Division          | Place  |
| ----- | ----------------- | ------ |
| 2015  | Division 3        | 3e     |
| 2016  | Division 3        | 1re    |
| 2017  | Conférence 2 Nord | 5e     |
| 2018  | Conférence 2 Nord | 5e     |
| 2019  | Développement     | 2e     |
| 2020  | Développement     | Annulé |